# رودلف جوردن
رودلف جوردن (بالألمانية: Rudolf Jordan)‏ هو رسام ألماني، ولد في 4 مايو 1810 في برلين في ألمانيا، وتوفي في 26 مارس 1887 في دوسلدورف في ألمانيا.